# Valentine Penrose
Valentine Penrose, geborene Boué, (* 1. Januar 1898 in Mont-de-Marsan, Département Landes; † 7. August 1978 in Chiddingly, East Sussex, Vereinigtes Königreich) war eine französische Schriftstellerin und Künstlerin des Surrealismus.

## Leben
Valentine Boué wurde 1898 in Mont-de-Marsan als Tochter eines Colonel (Oberst) geboren. Die Familie zog nach Paris, als sie noch sehr jung war. 1916 begann sie ein Studium an der École des Beaux-Arts.
Im Jahr 1925 heiratete sie den englischen Künstler, Kunsthistoriker und Autor Roland Penrose (1900–1984), den sie 1924 in Cassis kennengelernt hatte, und schloss sich den surrealistischen Gruppen in Paris und Großbritannien an. Die Scheidung erfolgte 1937, doch trafen sie sich in London während des Zweiten Weltkriegs wieder; sie hatte sich in dieser Zeit der französischen Résistance angeschlossen. Nach dem Krieg lebte sie für längere Zeit mit Roland Penrose, dessen zweiter Frau, der amerikanischen Fotojournalistin Lee Miller und Sohn Antony Penrose, in deren Farley Farm House in Chiddingly zusammen. Sie starb dort 1978, ein Jahr nach Lee Miller.

## Werk
Valentine Penrose schrieb surrealistische Gedichte, die ihre Kenntnis des Automatisches Schreibens widerspiegeln. Sie schuf außerdem surrealistische Collagen und malte mit Techniken wie Max Ernsts Frottage und Wolfgang Paalens Fumage. Dons des Féminines (1951) vereint ihre Collagen mit Gedichten. Am bekanntesten wurde ihre fiktionale Biografie aus dem Jahr 1962 über die Serienmörderin Elisabeth Báthory (1560–1614).
Inspiriert von dem spanischen Okkultisten Vicente Galarza y Pérez Castañeda (1881–1938), zeigte Penrose großes Interesse für Mystizismus, Alchemie und Okkultismus. Sie bereiste mehrfach Indien, besuchte einen Ashram und lernte Sanskrit. 1936 begleitete sie auf einer Indienreise die ebenfalls französischstämmige Dichterin und Malerin Alice Rahon, die Frau von Wolfgang Paalen. Ihre enge Freundschaft zeigte sich in ihren Gedichten ab 1936. Fortan schrieb Penrose über lesbische Themen, Protagonistinnen waren die Liebenden Emily and Rubia, deren Namen sie und Alice Rahon vertraten. Hervorzuheben sind Martha's Opéra (1945) und Dons des Féminines (1951).
Paul Éluard bewunderte ihr Werk und schrieb Vorworte für Herbe à la lune (1935) und Dons des féminines (1951).

## Veröffentlichungen

### Gedichte
- Imagerie d’Épinal. Les Cahiers du Sud, Marseille 1926 (poèmes).
- Herbe à la lune. Éditions GLM, Paris 1935 (Vorwort von Paul Éluard).
- Sorts de la lueur. Éditions GLM, Paris 1937.
- Poèmes. Éditions GLM, Paris 1937.
- Dons des Féminines. Les pas Perdus, Paris 1951 (Collagen und Gedichte von Valentine Penrose. Eine Ausgabe hatte zusätzliche Illustrationen von Pablo Picasso. Vorwort von Paul Éluard).[7][8]
- Les Magies. Les Mains Libres, Paris 1972 (mit einer Lithographie von Joan Miró).
- Ecrits d’une femme surréaliste. Hrsg.: Georgiana M. M. Colville. J. Losfeld, Paris 2001, ISBN 2-84412-091-1 (Anthologie).

### Prosa
- Le Nouveau Candide. Éditions GLM, Paris 1936 (Frontispiz von Wolfgang Paalen).
- Martha’s Opéra. Fontaine, Paris 1945.
- Erzsébet Báthory la Comtesse sanglante. Gallimard / Mercure de France, 1962.
  - deutsche Ausgabe: Die blutige Gräfin Erzsébet Báthory. Verlag der Europäischen Bücherei Hieronimi, Bonn 1965.

## Filmografie
Valentine Penrose war Darstellerin in folgenden Filmen:
- L’Âge d’Or (1930), Regie Luis Buñuel[9]
- La Garoupe (1937), Regie Man Ray[10]